# Saitis chaperi
Espèce
Saitis chaperi est une espèce d'araignées aranéomorphes de la famille des Salticidae.

## Distribution
Cette espèce se rencontre en Inde et au Sri Lanka.

## Description
La femelle subadulte holotype mesure 2,7 mm.

## Étymologie
Cette espèce est nommée en l'honneur de Maurice Chaper.

## Publication originale
- Simon, 1885 : Matériaux pour servir à la faune arachnologiques de l'Asie méridionale. I. Arachnides recueillis à Wagra-Karoor près Gundacul, district de Bellary par M. M. Chaper. II. Arachnides recueillis à Ramnad, district de Madura par M. l'abbé Fabre. Bulletin de la Société zoologique de France, vol. 10, p. 1-39 (texte intégral).